# 欣子內親王
欣子內親王（1779年3月11日－1846年8月11日），為江戶時代後期的日本皇族，第119代天皇光格天皇的中宮。幼名女一宮，女院號新清和院。

## 經歷
安永八年一月二十四日欣子內親王誕生，是第118代天皇後桃園天皇第一皇女，母親為女御近衛維子（盛化門院）。九個月後父親後桃園天皇崩御，而後桃園天皇生前也只有欣子這個獨生女而已，皇位並沒有直系男性皇族能夠繼承，也未立儲。經後櫻町天皇和關白九條尚實等人的討論，閑院宮家的師仁王（即光格天皇）被安排為後桃園天皇的養子來繼位，並以近衛維子為養母。而欣子也被內定為未來的天皇中宮，以延續其高祖父中御門天皇的血脈。
安永九年十二月十三日（1781年1月7日），欣子獲內親王宣下。在母親近衛維子過世後，由祖母、後桃園天皇之母一条富子（恭禮門院）撫養。寬政五年十二月十四日（1794年1月25日）准三后宣下，翌年三月一日（1794年3月31日）正式進入光格天皇的後宮，七天後被冊立為中宮。上一次內親王成為中宮是在460年前後醍醐天皇的中宮珣子內親王（後伏見天皇第一皇女，女院號新室町院），而欣子內親王本人也成為迄今最後一位天皇皇女成為中宮者。
欣子內親王入內後第六年，於寬政十二年（1800年）生下了光格天皇的第三皇子溫仁親王。溫仁親王於是被預定為儲君，卻在兩個月後夭折，因而在文化四年七月十八日（1807年8月21日）由典侍勸修寺婧子所生的第四皇子寬宮惠仁親王成為儲君（日後的仁孝天皇），並由欣子內親王成為其養母。之後，在文化十三年（1816年）欣子內親王再次生產，產下第七皇子悅仁親王，但在文政四年（1821年），悅仁親王以6歲之齡夭折，此後欣子內親王再無所出。
文化十四年（1817年），光格天皇讓位於寬宮惠仁親王（仁孝天皇）。3年後的文政三年（1820年），欣子內親王升為皇太后。天保十一年（1840年）光格上皇崩御，次年皇太后欣子出家，並成為女院，號新清和院。弘化三年六月二十日（1846年8月11日），新清和院以68歳之齡崩御，葬地在京都府京都市東山區的後月輪陵。